# Čas ali svoboda
Čas ali svoboda je deveti album skupine Hiša. Album vsebuje skladbe, ki so bile posnete na koncertih skupine Hiša, v Križankah, Cankarjevem domu, v Ljubljani, in v Domu svobode v Trbovljah.

## Seznam skladb
Vse pesmi je napisal in uglasbil Andrej Guček, razen pri »Trbovlje«, besede Uroš Zupan.
| Št. | Naslov                   | Dolžina |
| --- | ------------------------ | ------- |
| 1.  | „Fatamorgana blues‟      | 4:22    |
| 2.  | „Na zdravje, svet!‟      | 3:16    |
| 3.  | „Ljubezen za denar‟      | 3:58    |
| 4.  | „Pale sam na svetu‟      | 5:43    |
| 5.  | „Neštetič‟               | 6:25    |
| 6.  | „V parku kamnitih besed‟ | 4:21    |
| 7.  | „Trbovlje‟               | 7:22    |
| 8.  | „Jesen‟                  | 4:54    |
| 9.  | „Uspavanka‟              | 5:41    |
| 10. | „Brez tebe‟              | 3:41    |
| 11. | „Spomin na maj‟          | 4:18    |
| 12. | „Oče‟                    | 5:35    |
| 13. | „Meč besed‟              | 3:25    |
| 14. | „Zaman‟                  | 3.42    |
| 15. | „Za en dotik‟            | 4:56    |
| 16. | „Ledene ceste‟           | 6:59    |

## Zasedba

### Hiša
- Andrej Guček – solo vokal, kitare, klaviature, orglice
- Vili Guček – vokal, bas kitara, akustična kitara (16)
- Martin Koncilja – vokal, ritem kitara
- Iztok Pepelnjak – vokal, bobni, tolkala

### Gostujoči glasbeniki
- Primož Fleischman – saksofon
- Miloš Simić – violina
- Vanja Bizjak – violina
- Zoltan Kvanka – viola
- Tamara Đorđević – čelo